# Мориконе (Италия)
 Тази статия е за градчето в Централна Италия.  За италианския композитор вижте Енио Мориконе.  
Морико̀не (на италиански: Moricone) е малко градче и община в Централна Италия, провинция Рим, регион Лацио. Разположено е на 296 m надморска височина. Населението на общината е 2748 души (към 2010 г.).